# بنك وربة
تأسـس بنـك وربـة فـي 17 فبرايـر 2010 بموجـب المرسـوم الأميري رقـم 289 لسـنة 2009 وتـم تسـجيل البنـك فـي سـجل البنـوك الإسلامية لـدى بنـك الكويـت المركـزي فـي 7 أبريـل 2010، وتمتلـك دولـة الكويـت ممثلـة فـي كل مـن الهيئـة العامـة للاستثمار بنسـبة 25.908%(مباشـر وغيـر مباشـر)، والمؤسسـة العامــة للتأمينــات الاجتماعية 9.344% (غيــر مباشــر)، مجموعة الســاير القابضــة 10.242% (مباشــر[DP1] )، والســيد عبد الله صالــح عبدالله الشــلفان بنســبة %9.823 (مباشــر).

## المهام
خلق قيمة فريدة في الخدمات المصرفية وما بعدها لإتاحة الفرص للأفراد والشركات.

## الغاية
المساهمة في تمكين الأفراد والشركات والمجتمع من تحقيق طموحاتهم.

## المهمة
تقديم أفضل تجربة للعملاء خارج حدود الخدمات المصرفية، مع الحفاظ على التميز ورعاية أفضل المواهب مع خلق قيمة مستدامة للمساهمين والمجتمع.

### أعضاء مجلس الإدارة
- السيد/ حمد مساعد الساير – رئيس مجلس الإدارة[3].
- السيد/ بدر خالد الشلفان – نائب رئيس مجلس الإدارة[4].
- السيد/ محمد حامد الشلفان – عضو مجلس الإدارة غير تنفيذي[4].
- السيد/ مبارك ناصر الساير – عضو مجلس الإدارة غير تنفيذي[4].
- السيد/ خالدون شاكر الطبْطَبائي – عضو مجلس الإدارة مستقل[4].
- السيد/ محمد عبدالعزيز البحر – عضو مجلس الإدارة مستقل[4].
- السيد/ محمد أحمد الرويح – عضو مجلس الإدارة مستقل[4].
- السيدة/ مي مهلهل المضف – عضو مجلس الإدارة مستقل[4].
- السيدة/ بسمة حامد الصانع – عضو مجلس الإدارة غير تنفيذي[4].
- السيد/ عبدالله يوسف الشايجي – عضو مجلس الإدارة[4].
- السيد/ مشاري فهد المسلم – عضو مجلس الإدارة[4].

### الإدارة التنفيذية
- شاهين حمد الغانم – الرئيس التنفيذي[3].
- أنور بدر الغيث – نائب الرئيس التنفيذي للخدمات المساندة والخزانة[5].
- ثويني خالد الثويني – رئيس المجموعة المصرفية للاستثمار[5].
- حمد فوزان الفوزان – رئيس مجموعة التخطيط الاستراتيجي[5].
- عبدالله محمود النفاوي – رئيس مجموعة الخزانة[5].
- حسام سليمان مصطفى – رئيس مجموعة التدقيق الداخلي[5].
- ليالي مصطفى الفهد – رئيس مجموعة العمليات[5].
- معالي عبدالله الرشيد – رئيس مجموعة الموارد البشرية والخدمات العامة[5].
- فيصل عبدالرزاق النصار – رئيس المجموعة المصرفية للشركات[5].
- محمد صبري عيسى – رئيس مجموعة الرقابة المالية[5].
- أحمد فيصل القطامي – رئيس المجموعة المصرفية للأفراد[5].
- ناصر ماهر المطوع – رئيس المجموعة الرقمية[5].
- محمد بركات – رئيس مجموعة التسويق والاتصال المؤسسي[5].
- نجاة محمد صالح – رئيس مجموعة المخاطر[5].
- محمد بدر الغانم – رئيس مجموعة تكنولوجيا المعلومات[5].

## هيئة الرقابة الشرعية[6]
- الشيخ/ د. عصام خلف العنزي              رئيس
- الشيخ/ د. علي إبراهيم الراشد عضو
- الشيخ/ د. محمد عود الفزيع عضو

## أبرز التطورات في 2025
- في مارس 2025 وافقت الجمعية العامة غير العادية للبنك على زيادة رأس المال المصرح به بنسبة 100 % ليبلغ 436.72 مليون دينار كويتي، كما فوضت مجلس الإدارة تحديد آلية الزيادة وجدولها الزمني[7]. وأعلنت صحيفة «صحافة العصر» فيما بعد أن الاكتتاب في هذه الزيادة أغلق بتغطية بلغت 430 % من القيمة المطروحة البالغة 436.27 مليون دينار، وأكد الرئيس التنفيذي شاهين الغانم أن هذه الزيادة تدعم خطط التوسع الاستراتيجي للبنك[8].
- في مايو 2025 أصدر البنك صكوكاً إضافية من الشريحة الأولى لرأس المال بقيمة 250 مليون دولار أمريكي، مدرجة في سوق لندن للأوراق المالية وناسداك دبي. وقد أشارت شركة «إكين» القانونية إلى أن هذه الصكوك جاءت بعد أن استحوذ البنك على 32.75 % من أسهم بنك الخليج[9].
- في مايو 2025 اقترح بنك وربة الدمج مع بنك الخليج. وردت الأخيرة بالإعلان عن اتفاق الطرفين على إجراء دراسة جدوى وفحص ناتج من أجل تقييم إمكانية إنشاء كيان مصرفي موحد متوافق مع أحكام الشريعة الإسلامية لتعزيز التنافسية وزيادة القيمة للمساهمين[10]. وفي يوليو 2025 أعلن بنك وربة أن بنك الكويت المركزي وافق على تعيين مستشارين دوليين (بين أند كومباني، جيه بي مورغان، إلخ) لإجراء دراسة الجدوى بشأن الدمج المحتمل[11].
- في يوليو 2025 أعلنت إدارة البنك شراء عقار مكوَّن من 33 طابقاً في مدينة الكويت لإقامة مقرها الرئيسي الجديد، يقع على مساحة 1,500 متر مربع وبمساحة بناء تبلغ 22,206 متر مربع[12].

## الجوائز
- 2014: جائزة «أفضل بنك ناشئ في الشرق الأوسط»،[13]
- 2016: جائزة «بنك العام في الكويت».[14]
- 2017: جائزة «أفضل صفقة في الكويت من "مجلة IFN"»[15]
- 2017: جائزة «فضل صفقة نظام الإجارة من "مجلةIFN"»[15]
- 2017: جائزة «جائزة البنك الأسرع نمواً في الشرق الأوسط من "مؤسسة سي بي آي فايننشال"»[16]
- 2017: جائزة «البنك الأسرع نمواً في الكويت من "مجلة بانكر ميدل ايست"»[17]
- 2019: جائزة «البنك الأسرع نمواً في الكويت من "International Finance Magazine"»[18]
- 2019: جائزة «التطبيق الأكثر ابتكاراً من "International Finance Magazine"»[19]
- 2020: جائزة «أفضل بنك إسلامي رقمي من "Global Banking & Finance Review"»[20]
- 2020: جائزة «البنك الأسرع نمواً لقطاع الشركات بالكويت من "Global Banking & Finance Review"»[21]
- 2021: جائزة «البنك الأفضل في ابتكار الخدمات المصرفية للأفراد في الكويت من مجلة إنترناشونال بانكر»[22]

## وصلات خارجية
- موقع «بنك وربة».